# Athyrium skinneri
Athyrium skinneri là một loài thực vật có mạch trong họ Woodsiaceae. Loài này được (Baker) Diels miêu tả khoa học đầu tiên năm 1899.